# Brasema mawsoni
Brasema mawsoni är en stekelart som först beskrevs av Girault 1915.  Brasema mawsoni ingår i släktet Brasema och familjen hoppglanssteklar. Inga underarter finns listade.